# جبل مارسي
جبل أو قمة مارسي هي أعلى قمة جبلية بولاية نيويورك، يصل ارتفاعها إلى 1629 متراً ( 5343 قدماً ). يعتبر جبل مارسي وجهة للسياح و هواة تسلق الجبال حتى أن قمته قد تزدحم في فصل الصيف.